# Nannaethiops gracilis
Nannaethiops gracilis es una especie de peces de la familia Citharinidae en el orden de los Characiformes.

## Hábitat
Es un pez de agua dulce.